# New College of California
Le New College of California a été fondé en 1971 dans la ville de San Francisco par le président de l'Université Gonzaga, le Père John Leary. Après 37 ans d'activité, il ferma ses portes au début de l'année 2008,,. Le principal campus de cet établissement d'enseignement supérieur se trouvait dans le quartier de Mission District.

## Enseignants et élèves célèbres
- Aberjhani
- Jewelle Gomez, écrivaine, poète, critique et dramaturge Afro-Américaine
- Lyn Hejinian, poète, essayiste, directrice de publication américaine,
- Ron Silliman, poète, essayiste, professeur de poésie expérimentale
- Aaron Shurin, poète, essayiste, professeur émérite de création littéraire à l'Université de San Francisco